# Muzeum Kresów Wschodnich w Węglińcu
Muzeum Kresów Wschodnich w Węglińcu – muzeum położone w Węglińcu. Placówka mieści się w dwóch kolejowych wagonach towarowych, ustawionych w węglinieckim parku miejskim, jest prowadzone przez tutejszy Oddział Towarzystwa Miłośników Lwowa i Kresów Południowo-Wschodnich.
Muzeum powstało w 2001 roku, kiedy to na jego potrzeby przeznaczono teren w parku miejskim. Na udostępnionej działce ułożono 30 metrów torów kolejowych, na których ustawiono dwa zamknięte oryginalne drewniane wagony towarowe, przekazane przez PKP Cargo S.A. W wagonach urządzono ekspozycję.
Na muzealną wystawę składają się przedmioty codziennego użytku, z których korzystały osoby przesiedlone z Kresów Południowo-Wschodnich po II wojnie światowej. Stanowią one wystrój wagonu ekspatriacyjnego. Wśród eksponatów znajduje się m.in. figura Matki Bożej Niepokalanej z kościoła w Buczaczu. W drugim z wagonów mieści się wystawa fotografii dawnych miast Kresów, m.in. Lwowa i Kamieńca Podolskiego. 
Zwiedzanie muzeum jest możliwe po uprzednim uzgodnieniu z Towarzystwem.